# 牛一萍
牛一萍（1920年12月—2013年5月2日）生于山东淄博。中华人民共和国官员。

## 生平
1937年抗日战争爆发后，牛一萍参加抗日游击小组。1938年2月，牛一萍参加八路军，同年12月参加中国共产党。1939年后，历任山东省第五区总工会教育科科长、沂蒙地区办事处组织部长，山东省总工会宣传部部长，日照县各救会会长、中共日照县委委员兼群委书记，鲁南区职工抗日救国联合会会长、鲁南区总工会副主任，中共费县县委副书记。
1949年2月，牛一萍任中共徐州市委工委书记、徐州市总工会副主席。1950年11月后，担任中国煤矿工会华东区筹委会主任，煤矿全国委员会委员、常委。1952年7月后，担任山东省矿务局党组副书记、副局长，华东煤矿管理局党组副书记、副局长，中华人民共和国煤炭工业部生产司副司长、司长、党组成员。 1981年4月，出任国家能源委员会副主任、党组成员。1982年12月离休。
2013年5月2日，牛一萍在北京病逝，享年92岁。